# Paolo Truzzu
Paolo Truzzu (Cagliari, 25 luglio 1972) è un politico italiano, sindaco di Cagliari e della città metropolitana dal 18 luglio 2019 al 20 aprile 2024.

## Biografia
Nato a Cagliari, dove si diploma al liceo classico Giovanni Maria Dettori nel 1991 e si laurea in Scienze politiche con 110 e lode all'Università degli Studi di Cagliari nel 1999, nel 2001 consegue un master universitario all'Istituto Guglielmo Tagliacarne in materia di sviluppo economico sul settore terziario avanzato.
Nel 1999 diventa impiegato statale, iniziando a collaborare con il comune di Cagliari in funzione di rilevatore statistico in un censimento sulle attività produttive.
Dal 2006 al 2011 è stato presidente della circoscrizione 5 del comune di Cagliari e ha fatto parte del consiglio di amministrazione del CTM, lavorando anche come docente di informatica per Olivetti e come consulente commerciale per Omnitel ed Energit. Da ottobre 2011 a luglio 2013 è impiegato come istruttore amministrativo-contabile dal comune di Cagliari, mantenendo poi la stessa figura fino a marzo 2014 presso la Regione Autonoma della Sardegna.

### Attività politica
Già membro del movimento anti-LGBT delle Sentinelle in piedi, alle elezioni regionali in Sardegna del 2014 si candida tra le liste di Fratelli d'Italia (FdI) a sostegno del presidente uscente di centro-destra Ugo Cappellacci, venendo eletto al consiglio regionale della Sardegna (Cappellacci perderà la tornata elettorale contro lo sfidante di centro-sinistra Francesco Pigliaru). Alle successive regionali sarde del 2019 viene rieletto consigliere regionale nelle liste di Fdl, a sostegno del candidato presidente Christian Solinas, vincitore della tornata elettorale.

#### Sindaco di Cagliari
Alle elezioni amministrative del 2019 viene candidato come sindaco di Cagliari, sostenuto da una coalizione di centro-destra formata da: Fratelli d'Italia, Partito Sardo d'Azione, Riformatori Sardi, Lega, Forza Italia, Unione di Centro, Fortza Paris e le liste "Sardegna20Venti", "Sardegna Forte per Cagliari", "Cagliari Civica" e "Popolari per Cagliari". Viene eletto al primo turno superando con un margine ristretto la candidata del centro-sinistra Francesca Ghirra, ottenendo il 50,12% dei voti contro il 47,78% di Ghirra. Per tale motivo, il 16 luglio 2019, si è dimesso da consigliere regionale, in quanto le due cariche sono incompatibili. Al suo posto gli è subentrato Fausto Piga.
Durante la sua amministrazione comunale Truzzu è stato oggetto di vari attacchi anche da parte dei suoi stessi alleati, in particolare la Lega di Salvini, ha dovuto affrontare le dimissioni di vari assessori ed è andato incontro ad un progressivo calo del consenso personale nei suoi confronti.
In vista delle elezioni regionali in Sardegna del 2024 Truzzu viene proposto dal suo partito come candidato alla presidenza della Regione per la coalizione di centro-destra, venendo scelto, dopo uno scontro tra Fratelli d'Italia, il PSd'Az e la Lega di Salvini sulla scelta del candidato, con questi ultimi che sostenevano il presidente uscente Christian Solinas. Alla fine il consenso dell'intera coalizione converge su di lui, portandolo ad essere sostenuto da nove liste di partito: Fratelli d'Italia, Lega, Forza Italia, Partito Sardo d'Azione, Riformatori Sardi, Unione di Centro, Alleanza Sardegna - PLI, Sardegna al Centro 20Venti e Democrazia Cristiana con Rotondi. Il 25 febbraio Truzzu perde di misura la sfida elettorale contro Alessandra Todde, candidata del centro-sinistra e Movimento 5 Stelle.

#### Dimissioni da sindaco di Cagliari
In seguito alla sua proclamazione come consigliere regionale, il 28 marzo 2024 rassegna le proprie dimissioni dalla carica di primo cittadino di Cagliari; le successive elezioni comunali vedranno il ritorno del centro-sinistra alla guida del capoluogo sardo, con l'elezione di Massimo Zedda, già sindaco dal 2011 al 2019.